# Fiorella Imparati
Fiorella Imparati (Montevarchi, 1930 – Firenze, 2000) è stata una storica italiana, promotrice della scuola di Studi Anatolistici e di Storia del Vicino Oriente antico all'Università di Firenze.

## Biografia
Studiò Lettere classiche all'Università di Firenze, laureandosi con Giulio Giannelli. Venne indirizzata allo studio dell'Anatolia dell'età ittita da Giovanni Pugliese Carratelli che nel 1954 succedette nella cattedra a Giannelli. 
Soggiornò a Londra e a Oxford negli anni 1956-57, città dove ebbe modo di studiare con Oliver Gurney e Richard Barnett. Compì un viaggio di ricerca in Anatolia con Piero Meriggi; successivamente avviò collaborazioni scientifiche con Emmanuel Laroche e Hans Gustav Güterbock.  
Nel 1964 succedette a Pugliese Carratelli nell'insegnamento della Storia dell'Asia anteriore antica, prima come professore incaricato, poi come ordinario.
Fu iscritta al Club Soroptimist Firenze dal 1972 al 2000

## Attività accademica
I suoi studi si focalizzarono sull'analisi della società e dell'amministrazione ittita; analizzò in modo filologico documenti originali e compì approfondite ricerche sulle Leggi ittite. Il lavoro confluì in un testo del 1964, fondamentale per gli studi sugli Ittiti, che verrà poi tradotto in turco nel 1992. Successivamente il suo ambito di ricerca si concentrò sul complesso tema della gestione ittita del potere.
Grazie al suo lavoro, l'ateneo fiorentino divenne punto di riferimento nazionale per lo studio di Orientalistica antica. Nell'ottobre 1984, presso l'Istituto Gramsci toscano, partecipò come relatore al convegno internazionale Stato Economia Lavoro nel Vicino Oriente Antico, una tre giorni di lavori volti ad approfondire la storia socioeconomica del mondo orientale antico ed egiziano, con il contributo dei maggiori studiosi italiani ed europei.
Creò e diresse nel 1988, con Pugliese Carratelli, la collana Eothen: collana di studi sulle civiltà  dell'oriente antico, tuttora attiva e diretta da Stefano De Martino. 
Attivò nel 1989 all'Università di Firenze l'unico Dottorato di ricerca specificatamente dedicato allo studio dell'Anatolia e del mondo egeo, secondo un'impostazione interdisciplinare; sarà un successo formativo dimostrato dal fatto che molti allievi, divenuti esperti di Anatolistica, hanno poi ricoperto ruoli importanti in ambito universitario o nei centri di ricerca italiani e stranieri.
Le sono state dedicate le seguenti raccolte di studi:
- Stefano De Martino e Franca Pecchioli Daddi (a cura di), Anatolia Antica. Studi in memoria di Fiorella Imparati, collana Eothen, I, II, n. 11, 2002, ISBN 88-87621-22-5.
- Studi micenei ed egeo-anatolici, in ricordo di Fiorella Imparati a dieci anni dalla scomparsa, in Atti della giornata di studio "La ricerca nel Vicino Oriente antico: storia degli studi e nuovi orizzonti d'indagine". 2011, Roma, Istituto di studi sulle civiltà dell'Egeo e del Vicino Oriente, 22/02/2012.

## Biblioteca personale
La sua biblioteca personale specializzata sulla Ittitiologia è depositata nel Fondo Fiorella Imparati presso Biblioteca di studi umanistici dell'Università di Trieste

## Scritti
- Le leggi ittite, Incunabula Graeca VII, Roma, 1964, con un commento storico giuridico
- Gli Hurriti, Firenze, Sansoni, 1964, tradotto in turco nel 1992.
- Una concessione di terre da parte di Tuthaliya IV, 1974, Revue Hittite et Asianique, 32
- Studi di storia e di filologia anatolica, dedicati a Pugliese Carratelli, a cura di Fiorella Imparati. Edizioni Librarie Italiane Estere, 1988
- Die Organisation des hethitischen Staates, in: Horst Klengel, Geschichte des hethitischen Reiches, Leiden/Boston/Köln, p.320 – 387, 1999
- Studi sulla società sulla religione degli Ittiti, scritti di Fiorella Imparati raccolti a cura di Stefano De Martino, I – II, Eothen 12, Firenze, 2004